# 友寄安乗
友寄 安乗（ともよせ あんじょう、1677年3月7日（尚貞王9年2月4日） - 1734年7月26日（尚敬王22年6月26日））は、琉球王国の官僚。父も兄も三司官を務め、自らも紫冠の地位にあったが、和文学者の平敷屋朝敏とともに平敷屋・友寄事件に連座し処刑された。

## 年譜
- 1677年3月7日　嵩原親方安依の三男として産まれる。
- 1700年5月2日　尚質王の三回忌の踊奉行に任ぜられる。また当時は安慶名の地頭も務めていた。
- 1713年6月6日　尚益王の一回忌に踊奉行として奉仕する。
- 1734年7月26日　「国家の御難題」を企てたとして平敷屋朝敏ら同志十五名と共に安謝港にて刑死。安乗と朝敏と尖った木の枝で刺すという磔刑に処せられたとされる。

安乗の長男は与那国島に、次男は古見村に流され、三男は親類預（若年のため。のちに島流しとなる。）となる。七人の女子も百姓に貶された。
また系記や島、八十斛もの知行も全て取り揚げられた。
三司官だった兄の安満は事件の翌年（1735年）、「老衰」を理由に致仕した。

## 系譜
- 父：嵩原親方安依
- 母：尚質王女諸見里翁主（尚質王の第二女）
- 兄：嵩原親方安満